# Mullin (Teksas)
Mullin je gradić u američkoj saveznoj državi Teksas. Prema popisu stanovništva iz 2010. u njemu je živjelo 179 stanovnika.